# Heraclidas

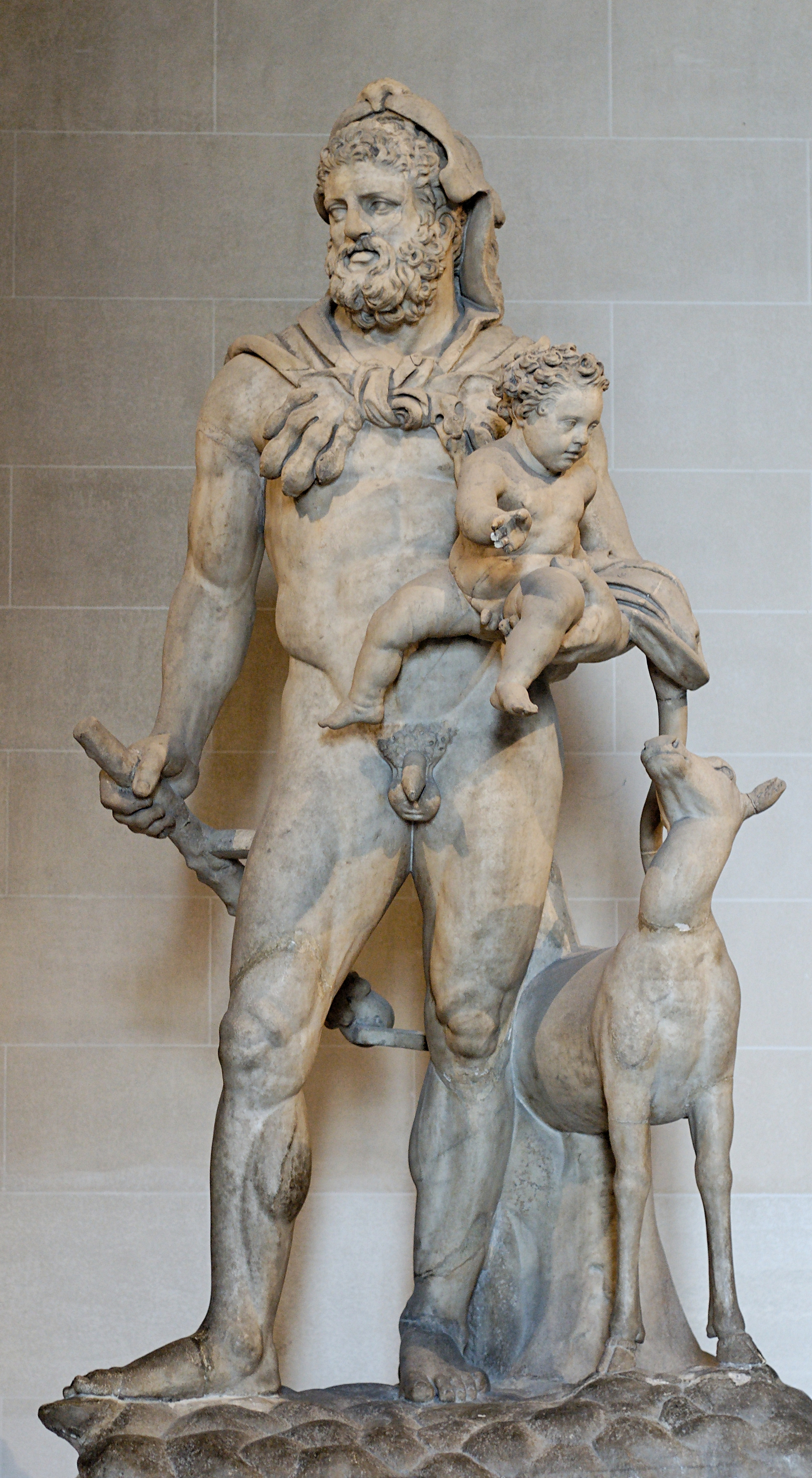
Estatua de mármol, copia romana del s. I o del s. II de la original griega del s. IV a. C., hallada en Tívoli y conservada en el Museo del Louvre: Heracles con Télefo, uno de los heraclidas.

Los heraclidas (en griego antiguo  Ἡρακλεῖδαι Hêrakleĩdai) eran los hijos de Heracles (Hércules) y sus descendientes. El término se aplica en un sentido más estricto a los descendientes de Hilo, el mayor de los cuatro hijos que Heracles tuvo con Deyanira (aunque a veces se consideraba Mélite la madre de Hilo). Otros heráclidas eran Macaria, Agelao, Manto, Tlepólemo, Télefo y Bianor[cita requerida]. Algunos de estos heraclidas fueron un grupo de reyes que se aliaron con los dorios y conquistaron los reinos peloponesios de Micenas, Esparta y Argos reclamando, según la leyenda, su derecho a gobernarlos por sus ancestros. Su ascensión al poder se suele llamar «invasión doria».

## Origen
Heracles, a quien Zeus había destinado originalmente a ser Rey de Argos, Laconia y la Pilos mesenia, había sido suplantado por un ardid de Hera, cayendo estos reinos en manos de Euristeo, rey de Micenas. Tras la muerte de Heracles, sus hijos, tras muchos vagabundeos, hallaron refugio en la corte de Teseo en Atenas. Euristeo, al ver rehusadas sus exigencias de rendición, atacó Atenas, pero fue derrotado y muerto. Hilo y sus hermanos invadieron entonces el Peloponeso, pero tras un año de dominio fueron obligados a retirarse por una peste. Se retiraron a Tesalia, donde Egimio, el mítico ancestro de los dorios, a quien Heracles había ayudado en su guerra contra los lápitas, adoptaron a Hilo y le cedieron un tercio de su territorio.
Tras la muerte de Egimio, dos de sus hijos, Pánfilo y Dimante, se sometieron voluntariamente a Hilo (quien era, según la tradición doria recogida en Heródoto v.72, realmente un aqueo), quien así se convirtió en gobernante de los dorios, las tres ramas de los dorios son llamadas como estos tres héroes, en su honor. Deseando reconquistar su herencia paterna, Hilo consultó al oráculo de Delfos, que le dijo que esperase al «tercer fruto» (o cosecha) y entonces entrase al Peloponeso por «un estrecho pasaje marítimo». Así, tres años después, Hilo marchó cruzando el istmo de Corinto para atacar a Atreo, el sucesor de Euristeo, pero murió en un combate contra Équemo, el rey de Tegea. A este segundo intento siguió un tercero por parte de Cleodeo y cuarto por Aristómaco, fracasando ambos igualmente.

## Invasión dórica
Al final, Témeno, Cresfontes y Aristodemo, hijos de Aristómaco, se quejaron al oráculo de que sus instrucciones habían resultado ser fatales para quienes las había seguido. Recibieron la respuesta de que por «tercer fruto» quería decir «tercera generación» y que el «estrecho pasaje» no era el istmo de Corinto sino el estrecho de Río. Así, armaron una flota en Naupacto, pero antes de hacerse a la mar Aristodemo fue golpeado por un rayo (o disparado por Apolo) y la flota destruida, debido a que uno de los heraclidas había matado a adivino arcananio.
El oráculo, consultado de nuevo por Témeno, le ofreció hacer un sacrificio expiatorio y desterrar al asesino durante diez años, y buscar a un hombre con tres ojos para que les sirviese de guía. A su regreso a Naupacto, Témeno se encontró con Óxilo, un etolio que había perdido un ojo, montando a caballo (lo que le hacía tener tres ojos) e inmediatamente le obligó a ponerse a su servicio. Según otra versión, el mulo al que montaba Óxilo era quien había perdido un ojo. Los heraclidas repararon su flota, partiendo de Naupacto a Antirrío, y de ahí a Río, en el Peloponeso. Libraron una batalla decisiva con Tisámeno, hijo de Orestes, gobernante de la península, a quien derrotaron y mataron. Esta conquista se fechaba tradicionalmente sesenta años tras la Guerra de Troya.
Los heraclidas, que así se convirtieron en prácticamente dueños del Peloponeso, procedieron a distribuir su territorio entre ellos por sorteo. Argos le tocó a Témeno, Lacedemonia a Procles y Eurístenes, los gemelos hijos de Aristodemo, y Mesene a Cresfontes. El fértil distrito de Elis había sido reservado por acuerdo para Óxilo. Los heraclidas gobernaron en Lacedemonia hasta 221 a. C., pero desaparecieron mucho antes en otros países.
La conquista del Peloponeso por los dorios, comúnmente llamada «invasión doria» o «regreso de los heraclidas», se representa como la recuperación por los descendientes de Heracles de la legítima herencia de su heroico antepasado y sus hijos. Los dorios siguieron la costumbre de otras tribus griegas al reclamar como antepasado de sus familias gobernante a uno de los héroes legendarios, pero las tradiciones no deben en este sentido considerarse como enteramente míticas. Representan una invasión conjunta del Peloponeso por parte de los etolios y los dorios, habiendo sido estos empujados hacia el sur desde su hogar original del norte por la presión de los tesalios. Es reseñable que no se mencione a estos heraclidas o su invasión en las obras de Homero y Hesíodo. Heródoto (vi.52) habla de poetas que había celebrado sus hazañas, pero estos se limitaron a sucesos justo después de la muerte de Heracles. La historia fue primero amplificada por los dramaturgos griegos, que probablemente se inspirasen en leyendas locales que glorificaban los servicios rendidos a Atenea por los gobernantes del Peloponeso.

## En la literatura
Los heraclidas son tema principal de la obra de Eurípides llamada así: Los Heraclidas. En ella, Macaria, sus hermanos y sus hermanas se esconden de Euristeo en Atenas, bajo el gobierno de Demofonte. Cuando Euristeo se prepara para atacar, un oráculo le dice a Demofonte que ganaría sólo con que una mujer noble fuese sacrificada a Perséfone. Macaria se presta voluntaria al sacrificio, por lo que una fuente fue bautizada en su honor.